# Hans Heinrich Mundt

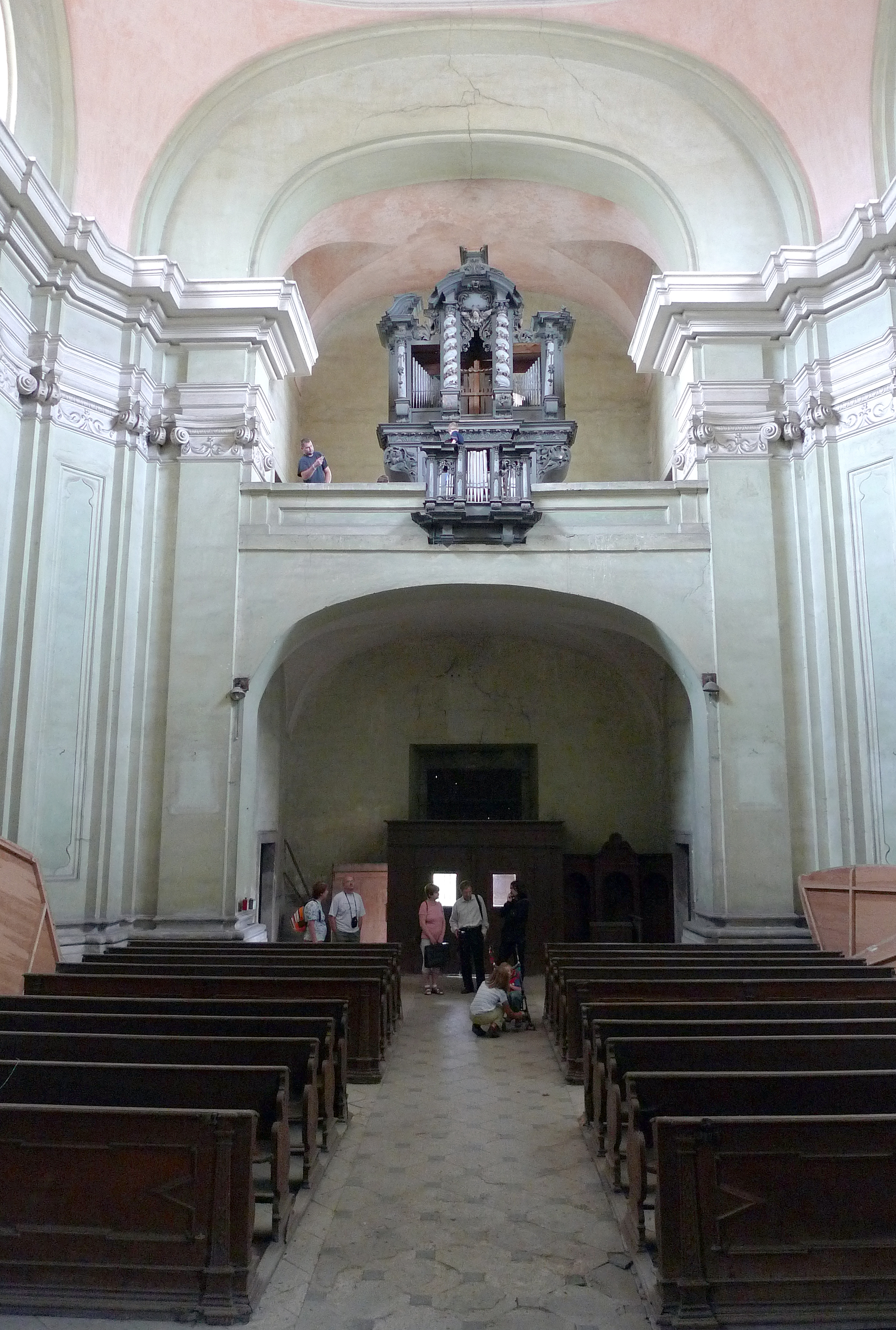
Mundtovy varhany ve Štolmíři

Hans Heinrich Mundt, uváděn také jako Johann Heinrich Mundt (1632–1691) byl pražský stavitel varhan.
Jeho dílem jsou např. varhany:
- v Týnském chrámu, jde o jedny ze tří nejstarších varhan v Praze. Roku 2000 byly restaurovány německou firmou Klais. Nástroj zhotovil Mundt v roce 1673.[1]
- v kostele sv. Havla ve středočeském Štolmíři. Původně byly zhotoveny v roce 1688 pro klášter na Sázavě, do Štolmíře byly přestěhovány společně s oltářním obrazem v roce 1756.

Kostel je v současnosti uzavřen, k bohoslužbám není využíván. Varhany jsou velmi poškozené, chybí veškerá řezbářská výzdoba i mnoho píšťal, přesto jde o třetí nejvýznamnější varhany v České republice.
- varhanní skříň, která se dochovala v hřbitovním kostele sv. Jiří ve Velvarech.[3]